# Retribution (film 1914 Pollard)
Retribution è un cortometraggio muto del 1914 diretto e interpretato da Harry A. Pollard. La protagonista femminile del film è Margarita Fischer, moglie di Pollard.

## Trama
May West è una giovane campagnola che resta affascinata dai racconti di Roger Carlin, un artista che le fa conoscere con la fantasia un mondo diverso da quello del suo tranquillo villaggio. Ma la città, a cui Roger si è sottratto per quella breve vacanza, lo richiama indietro: lui parte, promettendole di ritornare presto per sposarla.
Gli anni passano: Roger è diventato famoso ed è fidanzato con una ricca ed elegante giovane. Incontra, però, una celebre attrice di cui si innamora. Il giorno delle nozze, la donna interrompe la cerimonia, rivelando di essere May West, la giovane e ingenua ragazza abbandonata anni prima, ora alla ricerca di vendetta.

## Produzione
Il film fu prodotto dall'American Film Manufacturing Company con il nome Beauty.

## Distribuzione
Distribuito dalla Mutual, il film - un cortometraggio in una bobina - uscì nelle sale cinematografiche degli Stati Uniti il 7 aprile 1914.